# Jelonek (jezioro na Pojezierzu Kaszubskim)
Jelonek – jezioro wytopiskowe położone na Pojezierzu Kaszubskim, w gminie Szemud, niedaleko Kowalewa. Ogólna powierzchnia jeziora wynosi 6,5 ha.